# Aferkat
Aferkat (en àrab اافركات, Afarkāt; en amazic ⴰⴼⵔⴽⴰⵜ) és una comuna rural de la província de Guelmim de la regió de Guelmim-Oued Noun, al Marroc. Segons el cens de 2014 tenia una població total de 1.460 persones.